# Masu

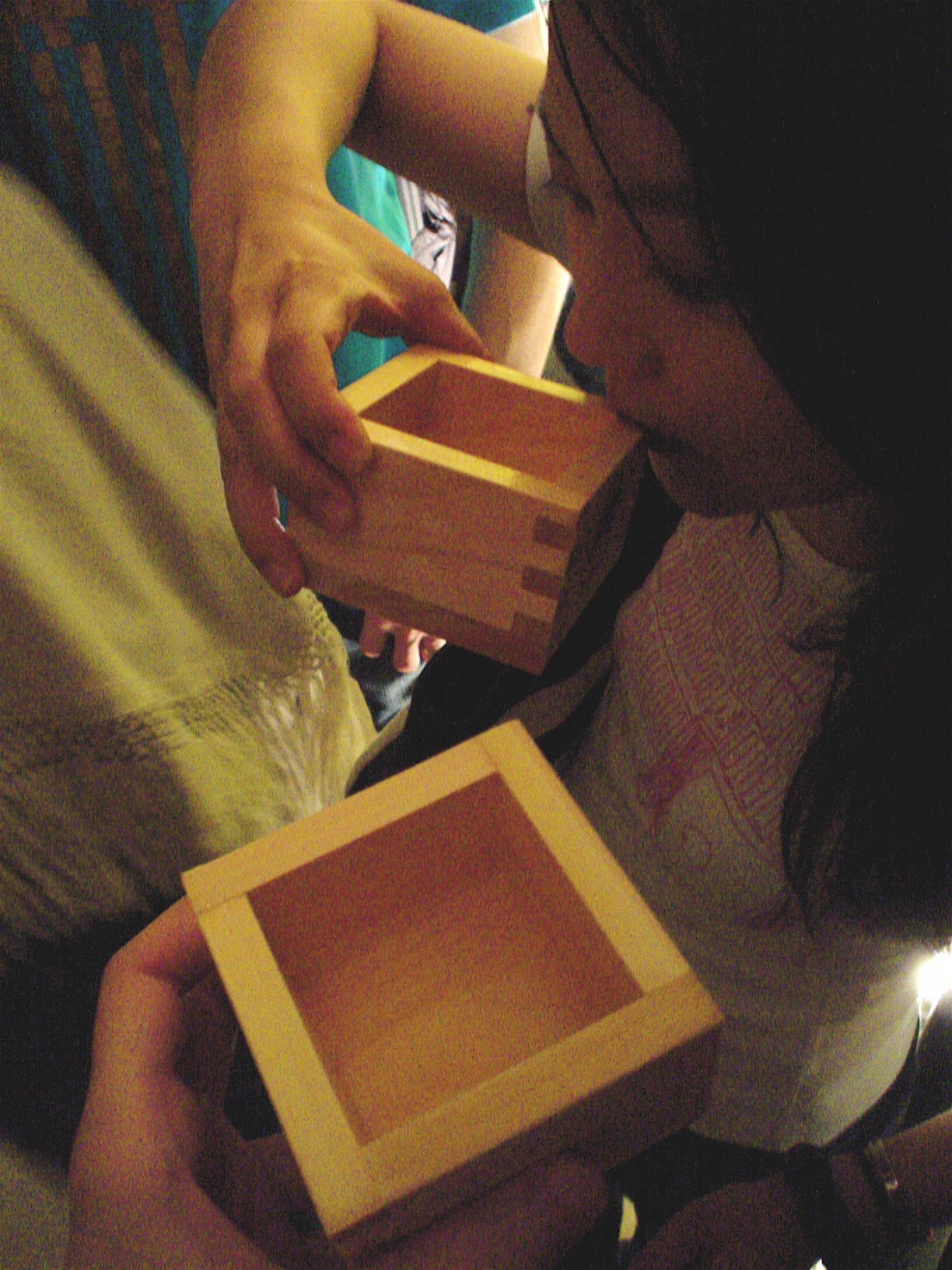
Deux masu très simples

Le masu (枡) est une variété de gobelet japonais en bois de forme cubique. On s'en sert habituellement pour boire du saké.
Dans le Japon de la période féodale, cette boîte carrée en bois était utilisée pour mesurer le riz.